# Джерело Ринва
Джерело́ Ри́нва — гідрологічна пам'ятка природи місцевого значення в Україні. Розташована в межах Здолбунівського району Рівненської області, на південний захід від села Мости. 
Площа 9,9 га. Статус надано згідно з рішенням Рівненської облради від 27.05.2005 року, № 584. Перебуває у віданні ДП СЛП «Здолбунівський держспецлісгосп». 
Статус надано з метою збереження природного джерела, розташованого між мальовничими залісненими пагорбами Кременецьких гір. 
Пам'ятка природи «Джерело Ринва» входить до складу Дермансько-Острозького національного природного парку.